# Гіроліт
Гіроліт (рос. гиролит; англ. gyrolite; нім. Gyrolit m) — слюдоподібний силікат кальцію шаруватої будови.

## Історія та етимологія
Мінерал був уперше описаний в 1851 році за знахідкою на породному пагорбі Сторр (The Storr) на острові Скай, Шотландія. Назва походить від давньогрецького слова γύρος, тобто круглої форми, в якій мінерал зазвичай зустрічається.

## Загальний опис
Хімічна формула:
1) За Є.Лазаренко: Ca4[(H2O)4(OH)2Si6O15];
2) За К.Фреєм: Ca2Si3O7(OH)2•H2O. Склад у % (з родовища Нью-Альмаден, шт. Каліфорнія, США): CaO — 29,97; SiO2 — 52,54; Н2О — 14,60. Домішки: F, Al2O3, Na2O, K2O.
Сингонія гексагональна.
Гексагонально-пірамідальний вид.
Кристали пластинчасті, секреції радіальнопроменистої будови.
Густина 2,34-2,45.
Твердість 3-4.
Безбарвний.
Зустрічається в мигдалинах основних ефузивних вивержених порід на багатьох о-вах вулканічного походження в Атлантичному і Тихому океанах, а також у Каліфорнії (США) разом з апофілітом і цеолітами.